# Villa de Sub
Villa de Sub (oficialmente, en asturiano, La Viḷḷa de Su) es un lugar del concejo asturiano de Teverga (España). Se encuentra en la parroquia de Páramo, a una altitud de 1040 m. y a 12,1 km del lugar de La Plaza, capital municipal.

## Toponimia
Según Xosé Lluis García Arias, el topónimo procede de VILLA DE SURSUM, «la casería de arriba». El apelativo «de arriba» haría referencia a su posición más elevada sobre el lugar de Páramo.

## Historia
Al mismo tiempo que  Páramo  (Teverga) y La Focella, la Villa de Sub, está registrada como población del Real Privilegio, por el cual el Rey Bermudo III, erigió un noble concejo que ha sido suscrito por la mayor parte de monarcas de España durante siglos, que hoy se conoce como las  localidades de El Privilegio.

## Naturaleza
Sus paredes de roca caliza hacen que sea un lugar de escalada, encontrándose una escuela de esta especialidad en sus inmediaciones. Los alojamientos rurales están realizados acorde con las ancestrales tradiciones constructivas.[cita requerida]